# Nello Puccioni
Nello Puccioni (Florença, 16 de julho de 1881 – Florença, 31 de maio de 1937) foi um antropólogo, etnólogo e etnógrafo italiano, especializado na África.

## Biografia
Nello Puccioni nasceu em Florença em 16 de julho de 1881, filho do político Piero Puccioni com Iole Maria Teresa Giovannozzi. Após terminar seus estudos clássicos, laureou-se em ciência física em 1904 e obteve livre docência em antropologia em 1911, logo se interessando por antropologia física. Participou da segunda expedição da Sociedade Geográfica Italiana em 1924, esta sendo denominada Expedição Stefanini-Puccioni de 1924, em honra própria e do paleontólogo Giuseppe Stefanini, conhecendo diversos pontos ao longo da África, na qual se especializou. Foi professor de antropologia na Universidade de Pavia de 1925 a 1929, também ensinando anatomia de 1925 a 1926 e etnografia e paleoetnologia de 1926 a 1928. Em 1929, foi empregado pelo Instituto Cesare Alfieri, tornando-se nele a maior autoridade em geografia e etnografia das colônias italianas. Em 1931, substituiu Aldobrandino Mochi enquanto professor de antropologia, etnologia e paleoetnologia da Universidade de Florença, além de diretor do Museu Nacional de Antropologia e Etnologia de Florença, dentro do Museu de História Natural de Florença. Em 1935, foi nomeado vice-presidente da Sociedade Italiana de Antropologia e Etnologia, e, em 1937, membro ordinário e permanente do Instituto Colonial Fascista. Morreu em Florença no mesmo ano, em 31 de maio.
Colaborou postumamente para o terceiro tomo de Razze e popoli della terra, coordenado por Renato Biasutti e cobrindo unicamente a África.